# Carlo II di Hohenzollern-Sigmaringen
Carlo II di Hohenzollern-Sigmaringen (Sigmaringen, 22 gennaio 1547 – Sigmaringen, 8 aprile 1606) è stato conte di Hohenzollern-Sigmaringen dal 1576, rimanendo in carica sino alla propria morte.

## Biografia

### Giovinezza
Carlo II era uno dei tre figli del conte Carlo I di Hohenzollern e di Anna di Baden-Durlach (1512-1579).

### Matrimoni
Carlo II sposò in prime nozze Eufrosina di Öttingen-Wallerstein.
Alla morte della prima moglie, Carlo II si risposò con Elisabetta di Cuyienburg.

### Conte di Hohenzollern-Sigmaringen
Le terre degli Hohenzollern vennero divise, nel 1576, in tre sezioni: Hohenzollern-Hechingen, Hohenzollern-Haigerloch, Hohenzollern-Sigmaringen. Carlo II fu il primo Conte della Casata di Hohenzollern-Sigmaringen.

### Morte
Il conte Carlo II morì l'8 aprile 1606 a Sigmaringen.

## Discendenza
Carlo II di Hohenzollern-Sigmaringen e Eufrosina di Öttingen-Wallerstein, sua prima moglie, ebbero:
- Ferdinando (*/† 1571)
- Anna Maria (1573−1598), sposò nel 1589 il conte Markus Fugger zu Kirchheim
- Maria Maddalena (1574–1582)
- Barbara Maria (1575–1577)
- Maria Giacobba (1577–1650), sposò nel 1595 il conte Heinrich von Waldburg-Wolfegg
- Giovanni (1578–1638), primo Principe (elevato nel 1622) di Hohenzollern-Sigmaringen
- Carlo (1579–1585)
- Eufrosina (1580–1582)
- Eitel Federico (1582–1625), vescovo di Osnabrück, cardinale
- Maria Massimiliana (1583–1649), sposò nel 1598 il barone Joachim Ulrich von Neuhaus († 1604) e nel 1605 si risposò col barone Adam von Sternberg († 1623)
- Ernesto Giorgio (1585–1625), sposò nel 1611 la baronessa Marie Jakobe von Raitenau
- Maria Eleonora (1586–1668), sposò nel 1605 il conte Giovanni il Vecchio Fugger zu Kirchberg
- Maria Sabina (1587–1590)
- Giacobbe Federico (*/† 1589)
- Maria (*/† 1590)

Dal secondo matrimonio con Elisabetta di Cuyienburg nacquero:
- Elisabetta (1592–1659), sposò nel 1608 il conte Giovanni Cristoforo di Hohenzollern-Haigerloch (1586-1620) e nel 1624 in seconde nozze sposò il conte Karl Ludwig Ernst von Sulz (1595–1648)
- Giorgio Federico (*/† 1593)
- Maria Salomé (*/† 1595)
- Maria Giuliana (1596–1669)
- Filippo Eusebio (1597–1601)
- Cristiano (*/† 1598)
- Maria Cleofa (1599–1685), sposò nel 1618 Johann Jakob von Bronckhorst-Batenburg (1582-1630) e nel 1632 sposò Filippo Carlo di Ligne, principe d'Arenberg, conte d'Arschot (1587–1640)
- Maria Cristiana (1600–1634)
- Maria Caterina (1601–1602)
- Maria Amalia (*/† 1603)

## Ascendenza
|                                            |                                       |                                                          | Genitori                                           |  |  | Nonni |  |  | Bisnonni                                  |  |  | Trisnonni                               |  |
|                                            |                                       |                                                          |                                                    |  |  |       |  |  | Eitel Friedrich II, conte di Hohenzollern |  |  | Jobst Nikolaus I, conte di Hohenzollern |  |
|                                            |                                       |                                                          |                                                    |  |  |       |  |  | Eitel Friedrich II, conte di Hohenzollern |  |  | Jobst Nikolaus I, conte di Hohenzollern |  |
|                                            |                                       | Agnes von Werdenberg-Heiligenberg                        |                                                    |  |  |       |  |  | Eitel Friedrich II, conte di Hohenzollern |  |  |                                         |  |
| Eitel Friedrich III, conte di Hohenzollern |                                       |                                                          |                                                    |  |  |       |  |  | Eitel Friedrich II, conte di Hohenzollern |  |  |                                         |  |
|                                            |                                       | Magdalena von Brandenburg                                | Friedrich III, margravio del Brandeburgo           |  |  |       |  |  |                                           |  |  |                                         |  |
|                                            |                                       | Magdalena von Brandenburg                                | Friedrich III, margravio del Brandeburgo           |  |  |       |  |  |                                           |  |  |                                         |  |
|                                            |                                       | Magdalena von Brandenburg                                | Agnes von Pommern                                  |  |  |       |  |  |                                           |  |  |                                         |  |
| Karl I, conte di Hohenzollern              |                                       | Magdalena von Brandenburg                                |                                                    |  |  |       |  |  |                                           |  |  |                                         |  |
|                                            |                                       | Philippe van Witthem, signore di Beersel e Bautershem    | Hendrik III van Wittem, signore di Beersel         |  |  |       |  |  |                                           |  |  |                                         |  |
|                                            |                                       | Philippe van Witthem, signore di Beersel e Bautershem    | Hendrik III van Wittem, signore di Beersel         |  |  |       |  |  |                                           |  |  |                                         |  |
|                                            |                                       | Philippe van Witthem, signore di Beersel e Bautershem    | Elisabeth van der Spout, signore d'Arquennes       |  |  |       |  |  |                                           |  |  |                                         |  |
| Johanna van Witthem                        |                                       | Philippe van Witthem, signore di Beersel e Bautershem    |                                                    |  |  |       |  |  |                                           |  |  |                                         |  |
|                                            |                                       | Agnes de Halewyn                                         | Jean de Halewyn, visconte di Roulers               |  |  |       |  |  |                                           |  |  |                                         |  |
|                                            |                                       | Agnes de Halewyn                                         | Jean de Halewyn, visconte di Roulers               |  |  |       |  |  |                                           |  |  |                                         |  |
|                                            |                                       | Agnes de Halewyn                                         | Jeanne de La Clyte, signora di Comines             |  |  |       |  |  |                                           |  |  |                                         |  |
| Karl II, conte di Hohenzollern-Sigmaringen |                                       | Agnes de Halewyn                                         |                                                    |  |  |       |  |  |                                           |  |  |                                         |  |
|                                            | Christoph I, margravio di Baden-Baden | Karl I, margravio di Baden-Baden                         |                                                    |  |  |       |  |  |                                           |  |  |                                         |  |
|                                            | Christoph I, margravio di Baden-Baden | Karl I, margravio di Baden-Baden                         |                                                    |  |  |       |  |  |                                           |  |  |                                         |  |
|                                            | Christoph I, margravio di Baden-Baden | Katharina von Österreich                                 |                                                    |  |  |       |  |  |                                           |  |  |                                         |  |
| Ernst, margravio di Baden-Durlach          | Christoph I, margravio di Baden-Baden |                                                          |                                                    |  |  |       |  |  |                                           |  |  |                                         |  |
|                                            |                                       | Ottilia von Katzenelnbogen                               | Philipp II, conte di Katzenelnbogen                |  |  |       |  |  |                                           |  |  |                                         |  |
|                                            |                                       | Ottilia von Katzenelnbogen                               | Philipp II, conte di Katzenelnbogen                |  |  |       |  |  |                                           |  |  |                                         |  |
|                                            |                                       | Ottilia von Katzenelnbogen                               | Ottilie von Nassau-Dillenburg                      |  |  |       |  |  |                                           |  |  |                                         |  |
| Anna von Baden-Durlach                     |                                       | Ottilia von Katzenelnbogen                               |                                                    |  |  |       |  |  |                                           |  |  |                                         |  |
|                                            |                                       | Friedrich I, principe e margravio di Brandeburgo-Ansbach | Albrecht III, principe elettore di Brandeburgo     |  |  |       |  |  |                                           |  |  |                                         |  |
|                                            |                                       | Friedrich I, principe e margravio di Brandeburgo-Ansbach | Albrecht III, principe elettore di Brandeburgo     |  |  |       |  |  |                                           |  |  |                                         |  |
|                                            |                                       | Friedrich I, principe e margravio di Brandeburgo-Ansbach | Anna von Sachsen                                   |  |  |       |  |  |                                           |  |  |                                         |  |
| Elisabeth von Brandenburg-Ansbach-Kulmbach |                                       | Friedrich I, principe e margravio di Brandeburgo-Ansbach |                                                    |  |  |       |  |  |                                           |  |  |                                         |  |
|                                            |                                       | Zofia Jagiellonka                                        | Kazimierz IV, re di Polonia e granduca di Lituania |  |  |       |  |  |                                           |  |  |                                         |  |
|                                            |                                       | Zofia Jagiellonka                                        | Kazimierz IV, re di Polonia e granduca di Lituania |  |  |       |  |  |                                           |  |  |                                         |  |
|                                            |                                       | Zofia Jagiellonka                                        | Elisabeth von Habsburg                             |  |  |       |  |  |                                           |  |  |                                         |  |
|                                            |                                       | Zofia Jagiellonka                                        |                                                    |  |  |       |  |  |                                           |  |  |                                         |  |